# Vautre
 Vautre  (« chien de chasse ») est un terme de la langue française traduction du veltro de l'italien médiéval qui indiquait un chien de chasse dressé et rapide comme un lévrier ou du latin tardif vertagus qui signifie espèce de chien lévrier.

## Divine Comédie
Le vautre, pratiquement tombé en désuétude , est rappelé par une fameuse  prophétie que  Dante exposa au début de la Divine Comédie, (vers 100-111 du chant 1 de l'Enfer).